# 須田理夏子
須田 理夏子（すだ りかこ、2002年7月20日 - ）は、日本のモデル、子役である。千葉県出身。ベリーベリープロダクションに所属していた。

## 人物
- 小学一年生の時から空手を習っており、国際青少年空手道選手権大会3位、全関東空手道選手権大会準優勝の実績を持つ[1]。稽古着の写真を自身のインスタグラムにアップしたり[2]、空手の蹴り技で板を割る姿を披露したりすることもある[3][4]。
- 姉・兄二人の四人きょうだい。兄たちも極真空手の有段者。長兄(須田翔貴)はプロ格闘家として活躍している。
- 好きな映画は、『サマーウォーズ』と『おおかみこどもの雨と雪』[1]。
- 好きな食べ物は、メロン、ライチ、マグロの刺身[1]。
- ファッション雑誌をみてオシャレをすることを趣味とする[5]。
- 2023年3月31日をもってベリーベリープロダクションを退所した[6]。

## 出演

### ドラマ
- 命〜天国のママへ〜（2013年11月11日、TBS） - 水沼響子（幼少時）役[1]
- 玉川区役所 OF THE DEAD 第9話（2014年11月29日、テレビ東京） - 野原幸（幼少時）役[1]
- 佐々木譲サスペンス「北海道警察4 密売人」（2015年9月21日、TBS） - 森崎洋子（幼少時）役[1]
- 連続ドラマ「フジコ」（2015年11月13日、Hulu、J:COM）[1]
- 暴太郎戦隊ドンブラザーズ 第12話（2022年5月22日 、テレビ朝日） - 宇宙鬼ングに取り込まれていたアイドル 役

### 雑誌
- Sho→Boh（2012年・2013年、海王社） - vol.25とvol.27に出演[1]
- Suku→Boh（2013年、海王社） - vol.2に出演[1]
- Chu→Boh（2015年・2016年、海王社） - vol.70とvol.71に出演[1]
- LOVE berry（2016年1月(復刊号) - 2017年5月(vol.7)、徳間書店） - モデル[7]

### オリジナルビデオ
- ヒロインピンチオムニバス22 炎聖神 ガルーディア（2018年6月22日、ZENピクチャーズ）不知火千早 役
- 新・ヒロイン危機一髪!!14 美星女戦士セーラーセイザース（2018年10月12日、ZENピクチャーズ）魚住亜季/セーラーパイシス 役（主演）
- バーニングアクション スーパーヒロイン列伝42 魔討忍 雷花（2022年5月27日、ZENピクチャーズ）清花 役

### CM
- カラオケランキングパーティー（2015年10月1日 - 2016年6月31日、バンダイ）[1][8][9]

### 舞台
- アリスインプロジェクト「降臨Hearts&Soul[10]」（2019年4月25日 - 5月6日、池袋・シアターKASSAI） - 武田にこ 役
- アリスインプロジェクト「真約・魔銃ドナー[11]」星組（2019年8月8日 - 18日、池袋・シアターKASSAI） - 君島とも 役
- アリスインプロジェクト「ダンス×3  ダークダンジョンバージョン[12]」月組（2020年1月30日 - 2月11日、池袋・シアターKASSAI） -  桂春子 役
- 剣舞プロジェクト×アリスインプロジェクト「百花繚乱〜Break a leg!〜[13]」Aキャスト（2020年3月11日 - 15日、新宿村LIVE） - 犬田 役
- アリスインプロジェクト「アリスインデッドリースクール永遠[14]」（2020年4月1日 - 2日、新宿・シアターブラッツ） - 緑浜塔蘭 役
- Studio K'z「劇場版演劇バラエティ『アイガク』秋晴シリーズ」「アイガク・バトラーズ」（2021年10月30日、秋葉原・BECK akiba）

### ネット配信
- アリスインプロジェクト「ドナーイレブン&秋フェスオンライン」（2020年10月1日 - 11日、ZAIKO）[15]
  - オンライン心理バトル「ドナーイレブン」～リモートコンサルテーション～（2020年10月1日 - 11日）
  - 「アイガク・バトラーズ」6vs6オンライン学園バトル（2020年10月2日）
  - 「舞台上映&キャストトーク」（2020年10月3日 - 9日）
  - 「アイガク・ライブ」オンライン学園バラエティ（2020年10月10日）
- アリスインプロジェクト「アイガク2021&デッドリー永遠フェス」（2021年2月26日 - 3月21日、ZAIKO）[16]
  - おなじみ学園バラエティ「アイガク・ライブ」（2021年3月13日）

## 作品

### イメージビデオ
1. 理夏子のランドセル日記 〜Vol.6〜（2015年1月29日、エスデジタル）[1]
2. JS Let's Play 須田理夏子（2015年4月28日、エスデジタル）[1]
3. 理夏子の課外授業 ～Vol.29～（[2015年7月30日、ジェミーロード）[17]
4. ここどこココナツ Chu→Boh（2015年11月25日、イーアイシーブック）[1]
5. すだち色の夏 Chu→Boh（2016年7月25日、イーアイシーブック）[18]

### CD
- 東京ブギウギ/銀座カンカン娘（日本コロムビア、2015年2月18日） - 両A面でいずれもカバー曲。ユニット「東京ガールズキッズ」の一員として[19][20]

## ユニット
- 東京ガールズキッズ（2013年 - 2017年） - 女子小学生4人組グループ。メンバーは須田理夏子、齋藤舞衣、久志本眞子、伊藤星。東京オリンピック招致への願いを込めて結成された[21]。
  - ハイカラガールズ - 東京ガールズキッズからの派生ユニット。メンバーは伊藤星と須田理夏子。
- ミラクルキャンディーベリー＋（2017年6月 - 2019年3月） - 詳細は「ミラクルキャンディーベリー」の項を参照